# USS Fitzgerald
USS Fitzgerald (DDG-62) er en destroyer i USA's flåde. Skibet tilhører Arleigh Burke-klassen. Natten til den 17. juni 2017 kolliderede destroyeren med det filippinske containerskib ACX Crystal sydøst for Yokosuka i Japan.